# Jean-Baptiste Loeillet van Gent
Jean-Baptiste Loeillet van Gent (Gent, 1688 - Lyon, circa 1720), bijgenaamd L'Oeillet de Lyon, was een Zuid-Nederlands componist en fluitist.
Hij behoorde tot een bekende Gentse muzikantenfamilie en werkte het grootste deel van zijn leven in dienst van de aartsbisschop van Lyon.  Hij schreef voornamelijk werken voor fluit, waaronder achtenveertig sonates.
Jean-Baptiste Loeillet voegde van Gent toe aan zijn familienaam om de verwarring die veelvuldig ontstond met zijn gelijknamige neef Jean-Baptiste Loeillet van Londen zo veel mogelijk te vermijden.